# Dexter (авиакомпания)
Dexter (юридическое название АО «Авиа Менеджмент Груп») — российская авиакомпания, специализировавшаяся в период своей деятельности на предоставлении услуг воздушного такси и выполнению грузовых и медицинских авиарейсов. Компания также выполняла регулярные пассажирские рейсы по программе льготных авиаперевозок в Приволжском федеральном округе в 12 городов России.
Авиакомпания базировалась в аэропорту Жуковский. Штаб-квартира компании находилась в Москве.

## Регулярные рейсы
По состоянию на 21 сентября 2017 года компания прекратила осуществление регулярных рейсов.

## Флот

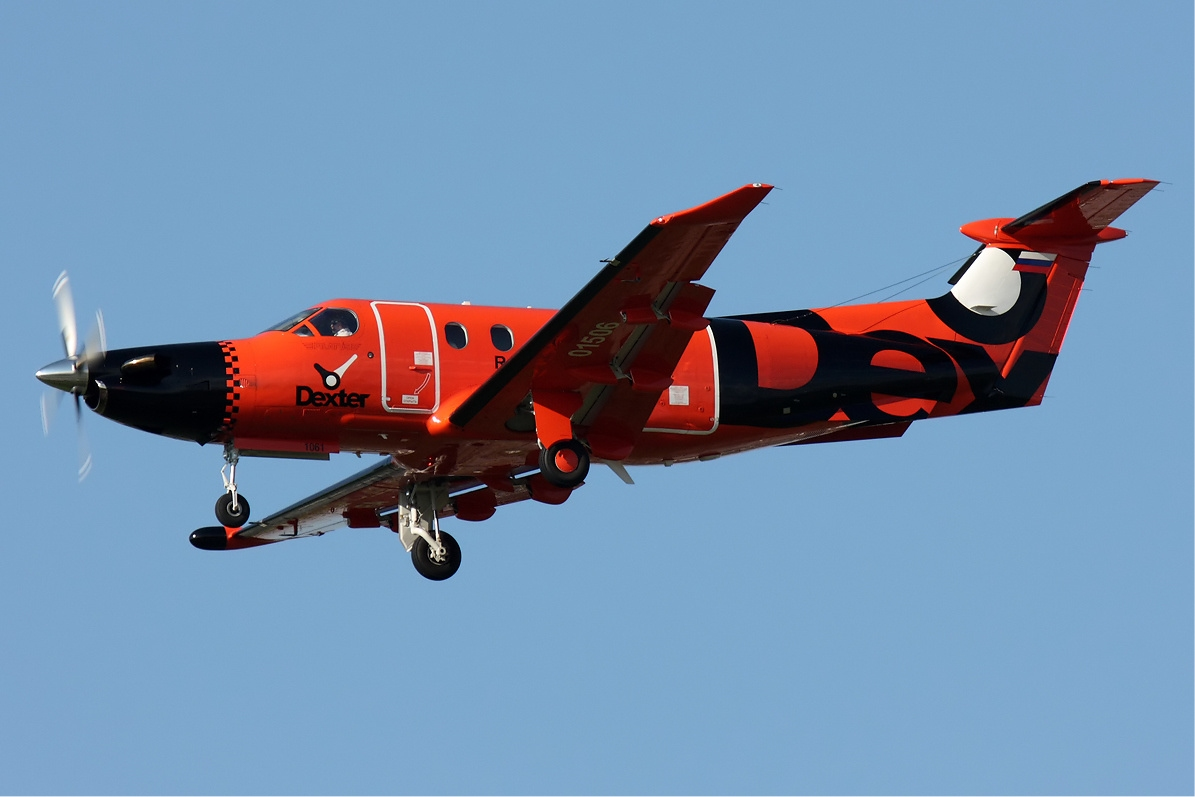
Pilatus PC-12 в цветах Dexter

В 2018 году авиакомпания эксплуатировала 10 самолётов Pilatus PC-12:
На хранении у компании находились также 6 самолётов М-101Т «Гжель».